# Kerek pajzs
A kerek pajzs különféle kör alakú pajzsok kategóriája. A kisebb fajta kerek vagy tatárpajzs idegen neve parma, parme, rondelle volt. A legősibb és legegyszerűbb pajzsok közé tartozik. A közepén általában dudor látható. A címertanban a legrégibb heraldikai pajzs volt. Gyakrabban a reneszánsz kerek pajzsokat látták el címerábrákkal.
A legrégibb heraldikai pajzsforma a kerek pajzs volt. Ez már a preheraldikus pecséteken is előfordul. Ilyen pl. Arnulf király (893), Ottó császár (941), valamint Henrik (1098) és Sigfrid (1115) palotagróf (comes palatinus) pecsétje. Ezt követi a mandorla alakú pajzs, mely 1200 és 1300 között előfordul az Arnsberg grófok pecsétein, de főleg főpapi és egyházi pecséteknél használták 1140 és 1300 között, valamint az előkelő hölgyek pecsétein is előfordul ugyanebben az időben.
Névváltozatok: tatár paizs (Bárczay 52., Pápai Páriz 1695, szótárrész), Thatar pais, Gyalogh pais (NySz. 1587, OL. UC 46/74.) [LexVoc 965.], amazon paizs (pelta, pelte) (Bárczay 52.)
fr: bouclier, écu rond, rondelle, rondache, parme, pelte, de: Rundschild, runder Schild, kleiner Schild, la: pelta, cetra, parma, scutum rotundatum, clypeus

Rövidítések:

Különféle pajzsok tartoznak ide. A cetra vagy caetra (gr: καίτρεα) ibériai és mauretániai pajzs volt. Négylábú állatok bőréből készítették. Mauretániában elefántbőrt is felhasználtak hozzá. Tacitus szerint a britek is használták és a skót felföldiek tárcsájával (en: target) azonosították. A rómaiak valószínűleg nem viselték, de Livius a görög és macedón peltához hasonlította, mely szintén kis kerek pajzs volt.
A pelta (gr: πέλτη) kisméretű kerek pajzs, miközben Iphikratész szerint a görögöknél bevezetett római pajzs, a clipeus nehéz és kényelmetlen volt. A pelta váza fából vagy vesszőfonatból készült, melyet bőrrel vontak be, fémveretes megerősítés nélkül. A görögök előtt már különféle népek is viseltek különféle alakú kis és könnyű pajzsokat. A kerek cetra a pelta egyik változata volt. A peltának Thukitidész szerint volt négyszögű változata is. Hasonló könnyű pajzsot használtak a trákok és Kis-Ázsia különféle népei, melyet az amazonoknak tulajdonítottak, akiknél az ókori ábrázolásokon a formája néha elliptikus, máskor a szélei változatos formában görbülnek meg. A leggyakrabban az egyik oldalán félkör alakú bevágással volt ellátva (lunatis peltis), ami nagyon hasonlít a későbbi tárcsapajzsokhoz.
A clipeus (ἀσπίς) nagyméretű görög és római pajzs, mely eredetileg kerek volt. Állítólag először Proetusz és Argoszi Akrisziusz viselte és ezért a nappal kapcsolják össze. Egyes források szerint a görögök a pajzsot és a sisakot az egyiptomiaktól vették át. A homéroszi hősök pajzsa az egész törzset elfedte. Néha fűzfavesszőből vagy fából készítették, melyet ökörbőrrel vontak be és a széleit fémveretekkel erősítették meg. A közepén kidudorodás volt, melyet fegyverként is használtak és az ellenség nyilai is lecsúsztak róla. Livius szerint a Servius Tullius király idején bevezetett rendi beosztáskor az első rend tagjai clipeust viseltek, a másodiké scutumot. A zsoldos hadsereg bevezetésével azonban a clipeust elhagyták és felváltotta a sabin scutum. Diodorosz szerint az eredeti római pajzs négyszögű volt, mely csak később változott a türrhénosziak kerek pajzsára. A pajzsok jelképekkel való ellátása nagyon régi keletű. Először Aiszküllosz idejére teszik, aki ilyen pajzsot viselve vonult Théba ellen a hét vezérrel együtt. A rómaiaknál minden katona, néha pedig a parancsnokának a neve rá volt írva a pajzsra, hogy azt szükség esetén gyorsabban meg tudja találni. A clipeust a gőzfürdőben is használták a hőmérséklet szabályozására.
A parma mintegy 1 m átmérőjű kerek pajzs. A római hadseregben a velites és az equites pajzsa volt. Fémváza miatt nagyon erős pajzzsá tette. Néha drágakövekkel is díszítették. A parma nevet gyakran a tárcsára is használták, mely a parma-hoz hasonló kis kerek pajzs volt.
Az olasz rotella (es: rodela, en: target) a kerek pajzs reneszánsz változata volt. A 17. században sok európai országban létezett tárcsás fegyvernem (en: targeteers), ahol a katonák karddal és kerek tárcsapajzzsal voltak felszerelve. A feladatuk a falak ostromlása volt. A reneszánsz során, amikor a párbaj egyre jobban elterjedt, több vívókönyv is foglalkozott a speciális kerek pajzsok használatával.
Egyes vívók a elszeretettel használtak kis kerek ökölpajzsokat (en: buckler), mert a párbaj során a vívók általában vértezet nélkül csaptak össze. Ez a kis pajzs a középkorból származik. A csatában és a civil életben egyaránt használták. Könnyen rá lehetett csatolni az övre, ezért mindig kéznél volt és kényelmes is volt. Készülhetett keményített bőrből, fából, fémből vagy acélból. A köralakon kívül előfordult alakban (pl. négyszögű tárcsa) és különféle méretben is. Sok civil változatán voltak bevágások és nyúlványok a kard élének megakasztására vagy eltörésére.

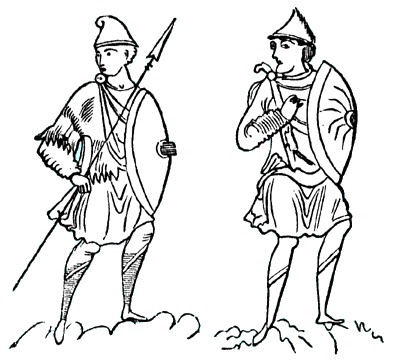
Cetra (valószínűleg ibériai és brit) Prudentius kéziratából (9. század, Cod. Cotton. Cleop. C8)
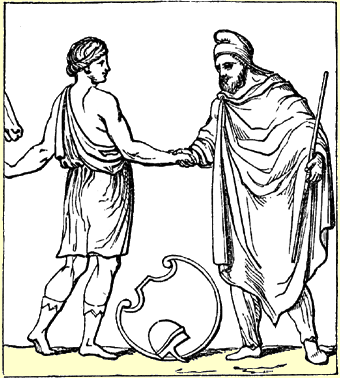
Elegáns pelta a római Capitoline múzeum temetési urnájáról, mely Pentheszileiát, az amazonok királynőjét ábrázolja, miközben segítségét ajánlja fel Priamosznak
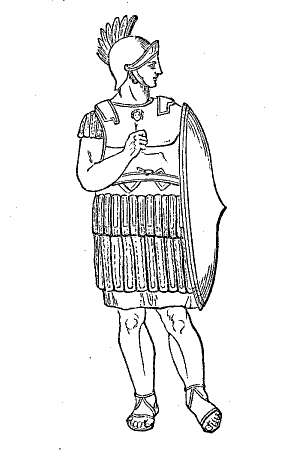
Clipeus Traianus oszlopáról
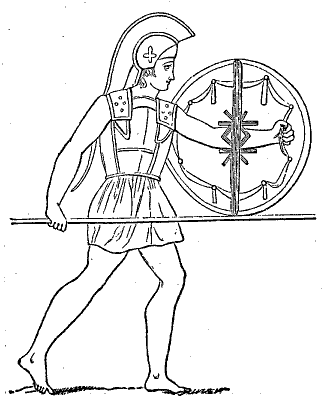
Görög clipeus belső oldala egy római terrakotta vázáról
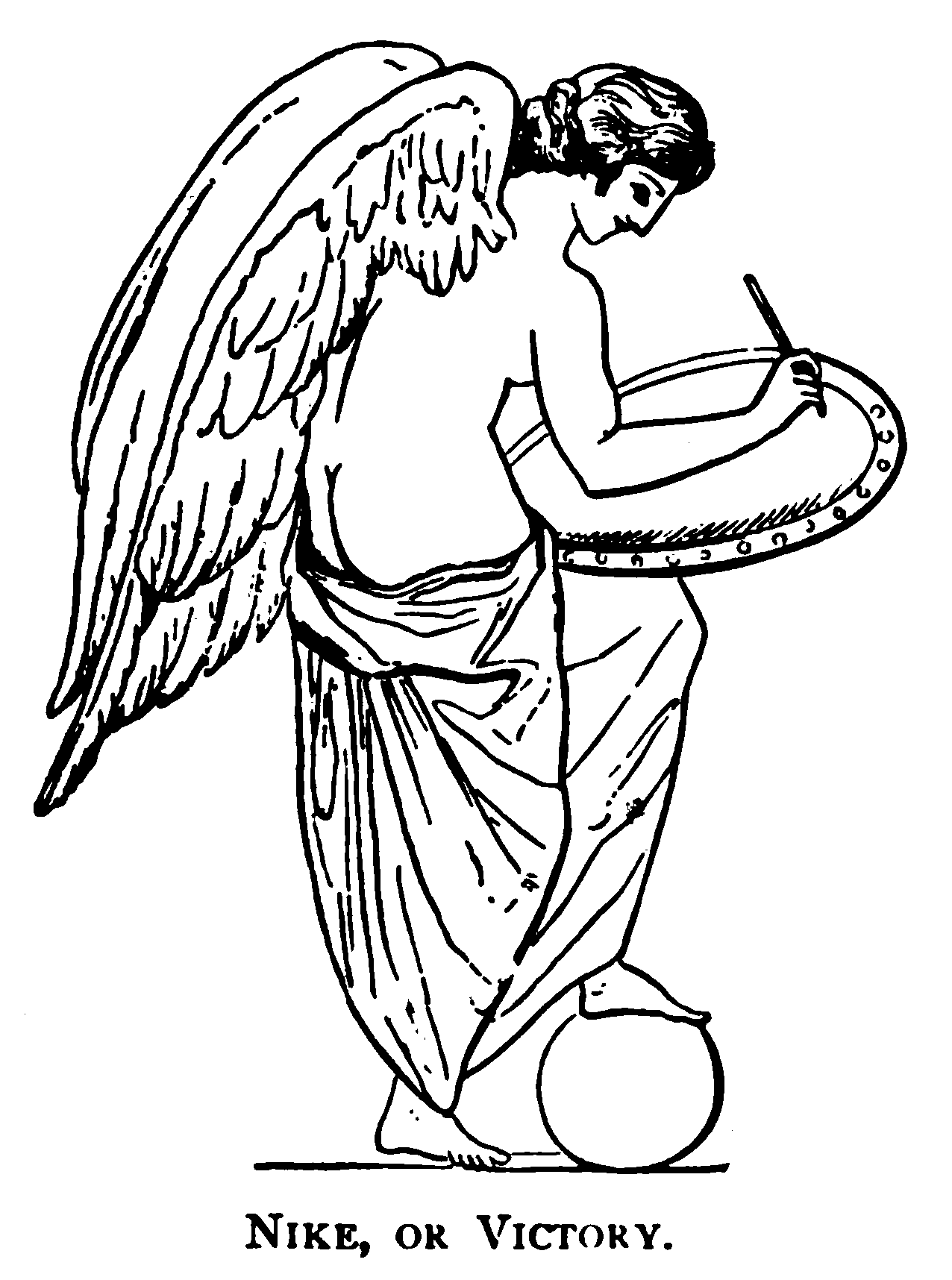
A győzelem istennője clipeusra írja az elesett hős nevét vagy érdemeit egy ókori drágakő-véseten
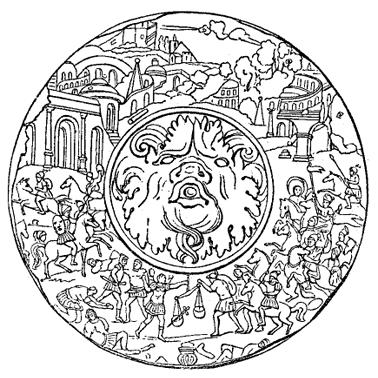
Votív parma Claudius vagy Nero császár korából
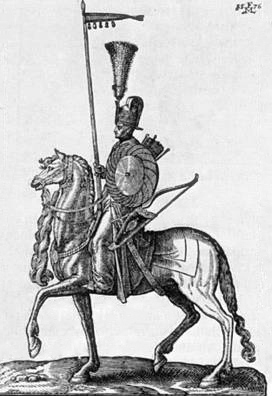
Szpáhi kerek pajzzsal
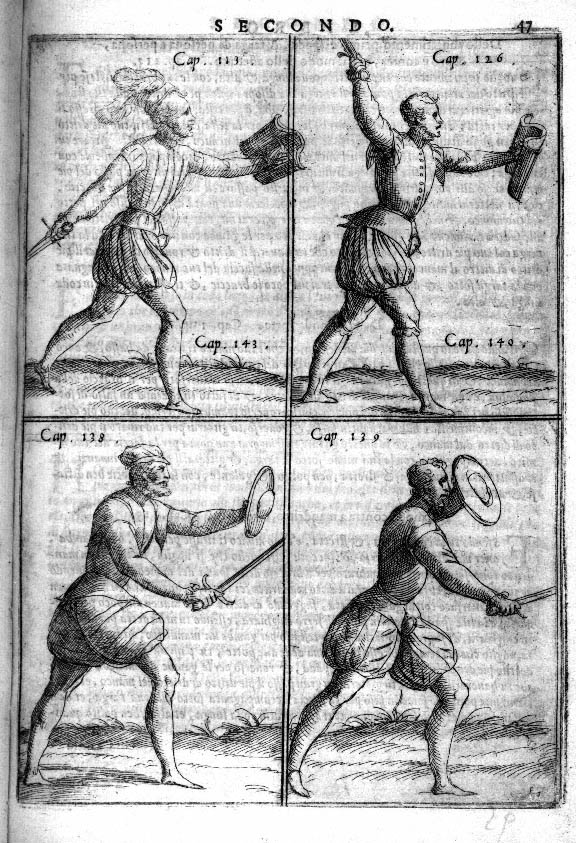
Ökölpakzsok használata Marozzo, Opera nova című művéből (1536 körül)